# Muzaffarabad

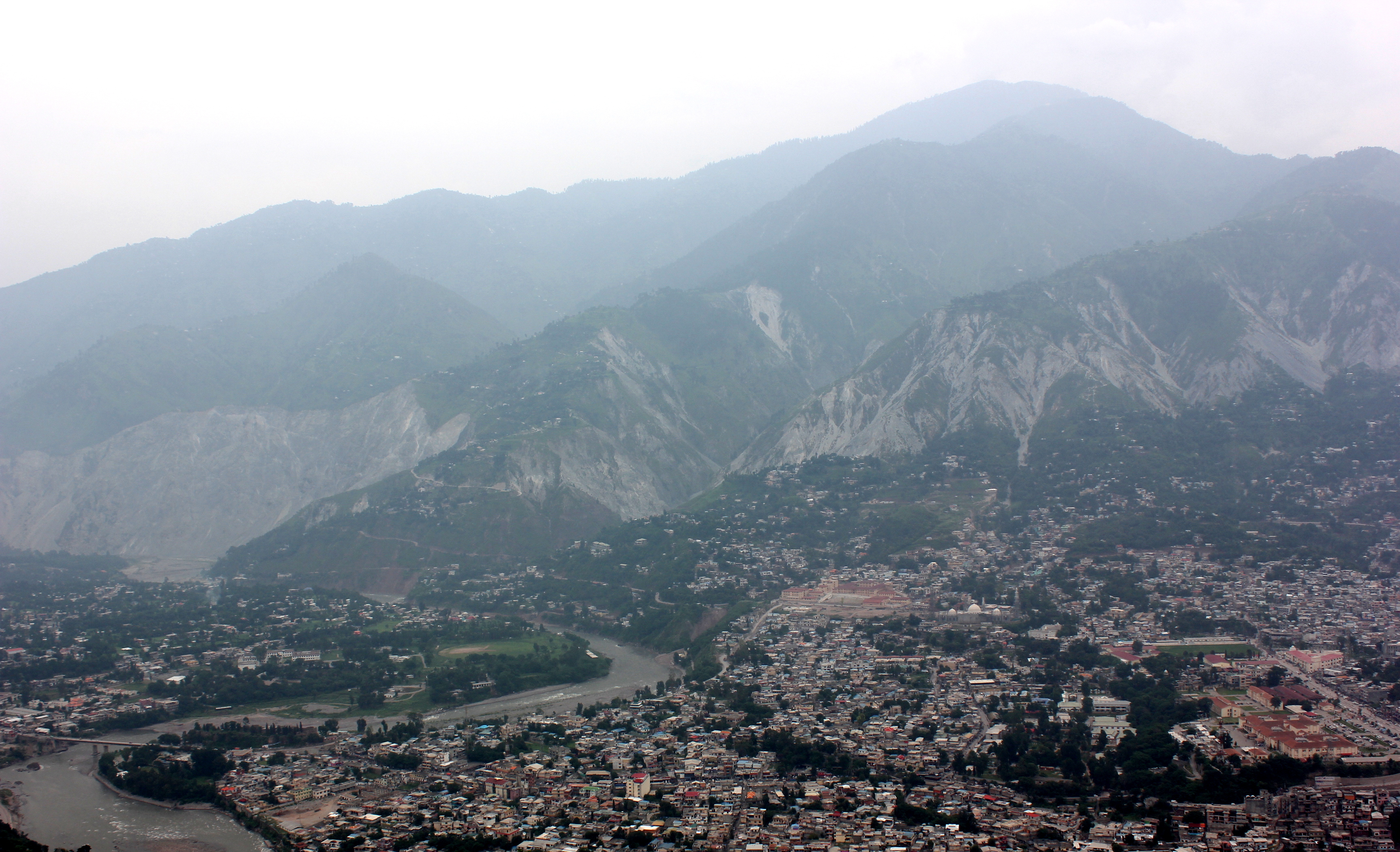
Blick über die Stadt

Muzaffarabad (Urdu مظفر آباد) ist die Hauptstadt des teilautonomen Gebietes Azad Kashmir und liegt im Norden des Staates Pakistan.
Dieses Gebiet ist keine Provinz Pakistans, da sie ihr eigenes Parlament wählt. Die Einwohnerzahl betrug 2010 schätzungsweise 96.000.
Muzaffarabad liegt sehr nahe am Epizentrum des Erdbebens vom 8. Oktober 2005. Das Beben hatte eine Stärke von 7,6 auf der Richterskala. Es zerstörte die Hälfte der Häuser in der Stadt (einschließlich der meisten offiziellen Gebäude). Schätzungsweise kostete das Erdbeben 40.000 Menschen das Leben (in der gesamten Region).
Muzaffarabad liegt am Zusammenfluss der Flüsse Jhelam und Nilam. Die Entfernung von Rawalpindi und Islamabad beträgt 138 km, bis nach Abbottabad sind es 76 km. Inmitten einer bergigen Kulisse herrscht in Muzaffarabad ein Gemisch an Sprachen und Kulturen. Zu den Sehenswürdigkeiten zählen das 1646 fertiggestellte Rote Fort an einer Biegung des Jhelam im Norden der Stadt und das Schwarze Fort auf einem Hügel im Süden aus der Mogulzeit.
Der jetzige Name der Stadt stammt von Sultan Muzaffar Khan, einem Fürsten des kriegerischen Bomba-Clans aus der Mitte des 17. Jahrhunderts.